# دیو و سنگدل
«دیو و سنگدل» (به انگلیسی: Cruelty and the Beast) آلبومی از کریدل آو فیلث است که در سال ۱۹۹۸ میلادی منتشر شد.